# ميتسكي واتانابي
ميتسكي واتانابي (باليابانية: 渡邉 三城) (6 سبتمبر 1987 في ناغاساكي في اليابان – )؛ هو لاعب كرة قدم ياباني سابق كان يلعب كمدافع.

## وصلات خارجية
- ميتسكي واتانابي على موقع رابطة كرة القدم اليابانية للمحترفين (اليابانية)